# IF Björklöven
L'IF Björklöven est une équipe de hockey sur glace de la ville d'Umeå en Suède. L'équipe évolue en Allsvenskan, le second échelon suédois.

## Historique
Le club est créé en 1901 sous le nom de IFK Umeå. En 1970, l'IFK Umeå, qui jouait en première division depuis 1964, fusionne avec le Sandåkerns SK et devient IFK/SSK Umeå, puis prend en 1971 le nom d'IF Björklöven, ancien surnom devenu nom officiel. De 1995 à 1998, l'équipe prend le nom de Björklöven Lynx.
Le club a remporté le titre de champion de Suède en 1987, après avoir battu Färjestad en finale. Björklöven a joué quinze saisons en Elitserien entre 1976 et 2001, les dernières apparitions du club en élite remontant aux saisons 1999 et 2001. Depuis, l'équipe évolue en Allsvenskan.

## Palmarès
- Vainqueur de l'Elitserien : 1987.
- Vainqueur de l'Allsvenskan : 1976, 1998, 2000, 2002.

## Anciens joueurs

### Numéros retirés
- 9 - Aleksandrs Beljavskis
- 23 - Roger Hägglund
- 27 - Tore Ökvist